# Брюс Макгілл
Брюс Макгілл (англ. Bruce McGill, нар. 11 липня 1950) — американський актор.

## Біографія
Народився 11 червня 1950 року в місті Сан-Антоніо, штат Техас. Батько, Вудро Вілсон Макгілл, був страховим агентом та ріелтором. Мати, Едріел Роуз (до шлюбу Джейкобс), була художницею. Брюс закінчив середню школу Дугласа Макартура в Сан-Антоніо та Техаський університет в Остіні з науковим ступенем з драматургії.

## Кар'єра
Макгілл розпочав акторську кар'єру у 1977 році. Однією з найвідоміших його робіт стала роль комедії «Звіринець» 1978 року, яку Макгілл відчайдушно намагався отримати, будучи молодим безробітним актором.
МакГілл часто працював з режисером Майклом Манном, він знявся в таких його фільмах як «Співучасник», «Алі» та «Своя людина». Він також знявся у чотирьох телевізійних фільмах HBO, спочатку зігравши тренера «Янкіз», Ральфа Хука, на прізвисько Майор, у фільмі Біллі Крістала «61: Історія рекорду» у 2001 році, потім дипломата Джорджа Болла у фільмі «Шлях до війни» 2002 року. ; журналіста Пітера Арнетта у фільмі «Прямий ефір із Багдаду» наприкінці того ж року; та Мака Стипановича у фільмі «Перерахунок» 2008 року про президентські вибори 2000 року у Флориді.
З 1986 по 1992 Макгілл грав у серіалі «Секретний агент Макгайвер». У 1987 році зіграв Ернеста Хемінгуея в телефільмі «Чекаючи на Місяць». 1995 року він з'явився разом із Джеєм Лено в епізоді номінованого на премію «Еммі» серіалу «Великий ремонт». Також він знімався в ролі капітана Брекстона в серіалі "Зоряний шлях: Вояджер" (1999), грав роль Уілларда Кейтса в телесеріалі "Вовче озеро" (2001-2002), озвучив агента Буфорда у відеогрі Mercenaries: Playground в епізоді телесеріалу «Закон і порядок: Спеціальний корпус» (2009) у ролі Гордона Гаррісона та озвучив Ллойда Уотермана у мультсеріалі «Шоу Клівленда» (2009—2013). 2008 року актор зіграв Джорджа Тенета у фільмі «Буш».
У 2013 році Макгілл був номінований на премію "Gold Derby Awards" у категорії "Кращий акторський ансамбль" за роль Едвіна Стентона у фільмі "Лінкольн".
Під час президентських виборів 2016 року Макгілл озвучив низку рекламних роликів Дональда Трампа та Республіканської партії.
У 2019 році отримав премію міжнародного кінофестивалю у Пасадені у категорії «Найкращий актор» за роль у фільмі Waiting Game.

## Фільмографія
| Рік       |    | Українська назва                                | Оригінальна назва                                   | Роль                                                                    |
| --------- | -- | ----------------------------------------------- | --------------------------------------------------- | ----------------------------------------------------------------------- |
| 2022      | с  | Річер                                           | Reacher                                             | мер Гровер Тіл                                                          |
|           | ф  | (у виробництві)                                 | On the Line                                         | Вейн Бисбі                                                              |
| 2020      | тф |                                                 | High & Tight                                        | Джеррі Макміллан                                                        |
| 2020      | с  |                                                 | Black Zone                                          | генерал Брюс Райт, пілотний епізод                                      |
| 2020      | ф  |                                                 | Troubled Waters                                     | Джеррі Паар                                                             |
| 2020      | ф  |                                                 | The Big Ugly                                        | Мілт                                                                    |
| 2019      | с  |                                                 | The I-Land                                          | Ворден Веллс, 2 епізоди                                                 |
| 2019      | ф  | Черлідерки                                      | Poms                                                | шеф Карл                                                                |
| 2019      | ф  |                                                 | Waiting Game (Short)                                | Мел                                                                     |
| 2019      | ф  | Найкращі вороги                                 | The Best of Enemies                                 | Карві Олд'ем                                                            |
| 2018      | с  | Відтінки синього                                | Shades of Blue                                      | Джордан Ремсі, 9 епізодів                                               |
| 2018      | с  | Форс-мажори                                     | Suits                                               | Стенлі Гордон, 3 епізоди                                                |
| 2017      | с  | Макгайвер                                       | MacGyver                                            | детектив Грір, 1 епізод                                                 |
| 2017      | с  |                                                 | NCIS: Полювання на вбивць                           | NCIS: Naval Criminal Investigative Service / Генрі Роджерс, 1 епізод    |
| 2016      | с  | Блакитна кров                                   | Blue Bloods                                         | Рік Волф («Великий Сірий Рік»), 1 епізод                                |
| 2010—2016 | с  | Різзолі та Айлз                                 | Rizzoli & Isles                                     | Вінс Корсак, 105 епізодів                                               |
| 2016      | ф  | Шалений патруль 2                               | Ride Along 2                                        | лейтенант Брукс                                                         |
| 2015      | ф  | Усю ніч у бігах                                 | Run All Night                                       | Пет Муллен                                                              |
| 2010—2015 | мс | Гріфіни                                         | Family Guy                                          | 1 епізод (голоси): міністр Лінкольна, Джон Вільямс, Санта Клаус та інші |
| 2011—2014 | мс | Американський тато!                             | American Dad!                                       | суддя (голос), 2 епізоди                                                |
| 2014      | ф  | Шалений патруль                                 | Ride Along                                          | лейтенант Брукс                                                         |
| 2013      | ф  | Містер Софістикація                             | Mr. Sophistication                                  | Джеррі Паар                                                             |
| 2013      | с  | Бен і Кейт                                      | Ben and Kate                                        | Ренді Фокс, 2 епізоди                                                   |
| 2009—2013 | мс | Шоу Клівленда                                   | The Cleveland Show                                  | Ллойд Вотермен (голос), 11 епізодів                                     |
| 2012      | ф  | Знову я                                         | Me Again                                            | Великий Ерл                                                             |
| 2012      | с  | Гарна дружина                                   | The Good Wife                                       | Джеремі Бреслоу, 1 епізод                                               |
| 2012      | вг |                                                 | Family Guy: Back to the Multiverse                  | додаткові голоси                                                        |
| 2012      | ф  | Лінкольн                                        | Lincoln                                             | Едвін Стентон                                                           |
| 2012      | ф  | Безумовний                                      | Unconditional                                       | детектив Міллер                                                         |
| 2012      | ф  | Крістіада                                       | For Greater Glory: The True Story of Cristiada      | президент Калвін Кулідж                                                 |
| 2012      | ф  |                                                 | FDR: American Badass!                               | Луїс                                                                    |
| 2011      | ф  | Порізно                                         | Apart                                               | лікар Томас Ебнер                                                       |
| 2010      | с  | Незвичайна родина                               | No Ordinary Family                                  | Аллан Крейн, 1 епізод                                                   |
| 2010      | ф  | Гра без правил                                  | Fair Game                                           | Джим Певітт                                                             |
| 2009      | с  | Закон і порядок: Спеціальний корпус             | Law & Order: Special Victims Unit                   | Гордон Гаррисон, 1 епізод                                               |
| 2009      | с  | Медіум                                          | Medium                                              | Джеррі Карлайл, 1 епізод                                                |
| 2009      | ф  | Законослухняний громадянин                      | Law Abiding Citizen                                 | Джонас Кантрелл                                                         |
| 2009      | тф |                                                 | Columbia Ave. (Short)                               | Sam The Lawyer                                                          |
| 2009      | ф  |                                                 | Held Hostage                                        | Бен Саммерс                                                             |
| 2009      | ф  | Одержимість                                     | Obsessed                                            | Джо Ґейґ                                                                |
| 2009      | ф  | Досконала гра Марка Бюрле                       | The Perfect Game                                    | Пан Таннер                                                              |
| 2009      | ф  | З Мексики з любов'ю                             | From Mexico with Love                               | Біллі                                                                   |
| 2009      | с  | Ясновидець                                      | Psych                                               | начальник пожежників Ден Тромблі, 1 епізод                              |
| 2008      | ф  | Дабл ю                                          | W.                                                  | Джордж Тенет                                                            |
| 2008      | тф | Перерахунок                                     | Recount                                             | Мак Стипанович                                                          |
| 2008      | ф  | Лінія на піску                                  | A Line in the Sand                                  | Метті Копач                                                             |
| 2008      | ф  | Точка обстрілу                                  | Vantage Point                                       | Філ Маккалоу                                                            |
| 2008      | ф  | Королі вечора                                   | Kings of the Evening                                | Вілфред Чідл                                                            |
| 2007      | тф | Зона 57                                         | Area 57                                             | генерал Келлер                                                          |
| 2007      | ф  | На сторожі                                      | The Lookout                                         | Роберт Претт                                                            |
| 2007      | с  | 4исла                                           | Numb3rs                                             | Остін, 1 епізод                                                         |
| 2007      | ф  |                                                 | American Fork                                       | пан Григоратус                                                          |
| 2007      | ф  | Гарне життя                                     | The Good Life                                       | Френк Джонс                                                             |
| 2006      | с  | Вороги                                          | Enemies                                             | 1 епізод                                                                |
| 2006      | с  | Закони ймовірності                              | Laws of Chance                                      | Чарльз Бауман, 1 епізод                                                 |
| 2006      | ф  |                                                 | Outlaw Trail: The Treasure of Butch Cassidy         | Гаррисон                                                                |
| 2006      | ф  |                                                 | Valley of the Heart's Delight                       | Гораціо Волш                                                            |
| 2006      | с  | Закон і порядок: Злочинні наміри                | Law & Order: Criminal Intent                        | конгресмен Пітер Беллінгем, 1 епізод                                    |
| 2006      | в  |                                                 | Behind Enemy Lines II: Axis of Evil                 | генерал Норман Т. Венс                                                  |
| 2005      | ф  | Тиха лють                                       | Slow Burn                                           | Годфрі                                                                  |
| 2005      | ф  | Елізабеттаун                                    | Elizabethtown                                       | Білл Бенйон                                                             |
| 2005      | ф  | Нокдаун                                         | Cinderella Man                                      | Джиммі Джонстон                                                         |
| 2005      | кф |                                                 | Why Don't You Dance?                                |                                                                         |
| 2005      | вг |                                                 | Mercenaries: Playground of Destruction              | агент Мітчелл Буфорд (голос)                                            |
| 2004      | ф  | Співучасник                                     | Collateral                                          | Педроса                                                                 |
| 2003      | в  |                                                 | Where Are They Now?: A Delta Alumni Update          | Деніел Симпсон Дей                                                      |
| 2003      | мс | Ліга Справедливості                             | Justice League                                      | генерал Маккормік, 2 епізоди                                            |
| 2003      | ф  | Вердикт за гроші                                | Runaway Jury                                        | суддя Гаркін                                                            |
| 2003      | ф  | Прекрасна афера                                 | Matchstick Men                                      | Чак Фречет                                                              |
| 2003      | ф  | Білявка в законі 2                              | Legally Blonde 2: Red, White & Blonde               | Стенфорд Маркс                                                          |
| 2002      | тф | Із Багдада наживо                               | Live from Baghdad                                   | Пітер Арнет                                                             |
| 2002      | ф  | Ціна страху                                     | The Sum of All Fears                                | Ревелл, радник президента США з національної безпеки                    |
| 2002      | тф | Стежкою війни                                   | Path to War                                         | Джордж Болл, заступник державного секретаря США                         |
| 2001—2002 | с  | Вовче озеро                                     | Wolf Lake                                           | Віллард Кейтс та лікар Соколов, 7 епізодів                              |
| 2002      | с  | CSI: Місце злочину                              | CSI: Crime Scene Investigation                      | Джиммі Тадеро, 1 епізод                                                 |
| 2002      | с  | Юридична практика                               | The Practice                                        | суддя Чарльз Флемінг, 1 епізод                                          |
| 2001      | ф  | Алі                                             | Ali                                                 | Бредлі                                                                  |
| 2001      | ф  | Любов зла                                       | Shallow Hal                                         | преподобний Ларсон                                                      |
| 2001      | тф | 61*                                             | 61*                                                 | Ральф Гоук                                                              |
| 2001      | ф  | Наскрізні поранення                             | Exit Wounds                                         | Френк Деніелз                                                           |
| 2001      | тф | Баллада про Люсі Віпл                           | The Ballad of Lucy Whipple                          | Джонас Скеттер                                                          |
| 2001      | тф |                                                 | Inside the Osmonds                                  | Джордж Осмонд                                                           |
| 2000      | ф  | Легенда Багера Ванса                            | The Legend of Bagger Vance                          | Волтер Гаґен                                                            |
| 2000      | тф |                                                 | Running Mates                                       | сенатор Мітчелл Моррис                                                  |
| 2000      | ф  | Глибоке занурення                               | Deep Core                                           | Сем Далтон                                                              |
| 2000      | с  | Перехрестя Гедеона                              | Gideon's Crossing                                   | Керк Бейлз, 1 епізод                                                    |
| 1999      | вг |                                                 | Indiana Jones and the Infernal Machine              | Саймон Тернер, агент ЦРУ (голос)                                        |
| 1999      | ф  | Своя людина                                     | The Insider                                         | Рон Мотлі                                                               |
| 1999      | ф  | Фламандський пес                                | A Dog of Flanders                                   | Вільям                                                                  |
| 1999      | с  | Зоряний шлях: Вояжер                            | Star Trek: Voyager                                  | капітан Брекстон, 1 епізод                                              |
| 1999      | с  | Чудова сімка                                    | The Magnificent Seven                               | Діккі О'Ші, 2 епізоди                                                   |
| 1996—1999 | с  |                                                 | Tracey Takes On...                                  | пан Девайн, 2 епізоди                                                   |
| 1998      | с  | Чарівний світ Діснея                            | The Wonderful World of Disney                       | шериф Рік, 1 епізод                                                     |
| 1998      | ф  | Наземний контроль                               | Ground Control                                      | Ті-Сі Браянт                                                            |
| 1998      | ф  | Листи вбивці                                    | Letters from a Killer                               | Бринкер                                                                 |
| 1998      | тф |                                                 | Everything That Rises                               | Алан Джеймісон                                                          |
| 1997      | ф  | Лугові собачки                                  | Lawn Dogs                                           | Неш                                                                     |
| 1997      | мс | Я Візл                                          | I Am Weasel                                         | батько-павіан / Санта (голоси), 1 епізод                                |
| 1997      | с  | Шпигунська гра                                  | Spy Game                                            | Андрей Дупчек, 1 епізод                                                 |
| 1997      | ф  | Роузвуд                                         | Rosewood                                            | Дюк Перді                                                               |
| 1997      | с  | Світ Дейва                                      | Dave's World                                        | пан Голройд, 1 епізод                                                   |
| 1996      | кф |                                                 | Mocking the Cosmos                                  | Горген / Горден                                                         |
| 1996      | ф  | Мужність під вогнем                             | Courage Under Fire (1996)                           | Макквіллан                                                              |
| 1996      | с  | Вавилон-5                                       | Babylon 5                                           | майор Ед Раян, 1 епізод                                                 |
| 1996      | ф  | Паршива вівця                                   | Black Sheep                                         | Нойшвандер                                                              |
| 1995      | тф | Тінь сумніву                                    | Shadow of a Doubt                                   | лікар Фред Вільямс                                                      |
| 1995      | с  | Прямий ефір                                     | Live Shot                                           | Джо Віталє, 13 епізодів                                                 |
| 1995      | ф  | Ідеальне алібі                                  | Perfect Alibi                                       | детектив Співак                                                         |
| 1995      | с  | Солодке правосуддя                              | Sweet Justice                                       | Дейкін Сондерс, 2 епізоди                                               |
| 1995      | тф | Відчайдушні ковбої                              | The Good Old Boys                                   | міський маршал                                                          |
| 1995      | вг |                                                 | Mr. Payback: An Interactive Movie                   | Джеймс Конклін                                                          |
| 1995      | с  | Домогосподарство                                | Home Improvement                                    | Дуг О'Браєн, 1 епізод                                                   |
| 1994      | с  | Комісар поліції                                 | The Commish                                         | Боб Руффінгтон, 1 епізод                                                |
| 1994      | ф  | Патруль часу                                    | Timecop                                             | Матузак                                                                 |
| 1994      | с  | Поліція Бейкерсфілда                            | Bakersfield P.D.                                    | капітан Стоккер, 1 епізод                                               |
| 1993      | ф  | Ідеальний світ                                  | A Perfect World                                     | Пол Сондерс                                                             |
| 1993      | тф | Ганебні таємниці                                | Shameful Secrets                                    | суддя Іен Грінстейн                                                     |
| 1993      | с  | Вокер, техаський рейнджер                       | Walker, Texas Ranger                                | Буні Максвелл, 1 епізод                                                 |
| 1993      | мс | Домашній собака                                 | Family Dog                                          | Мартін Махоні, 4 епізоди                                                |
| 1993      | с  | Чорна краватка                                  | Black Tie Affair                                    | Гел Кемпнер, 1 епізод                                                   |
| 1993      | ф  | Скелелаз                                        | Cliffhanger                                         | агент казначейства                                                      |
| 1989—1993 | с  | Квантовий стрибок                               | Quantum Leap                                        | Ел-бармен / Ерні-дивак, 2 епізоди                                       |
| 1993      | тф | Убивства Чорної Вдови: Історія Бланш Тейлор Мур | Black Widow Murders: The Blanche Taylor Moore Story | Морган                                                                  |
| 1992      | ф  | Поводь себе добре                               | Play Nice                                           | капітан Фокс                                                            |
| 1992      | тф | Відчайдушний вибір: Зберегти дитину             | Desperate Choices: To Save My Child                 | Ден Раян                                                                |
| 1986—1992 | с  | Макгайвер                                       | MacGyver                                            | Джек Далтон / Великий Шелдрейк, 18 епізодів                             |
| 1992      | ф  | Мій кузен Вінні                                 | My Cousin Vinny                                     | шериф Фарлі                                                             |
| 1992      | тф | Аварійна посадка: Рятування рейсу 232           | Crash Landing: The Rescue of Flight 232             | бортінженер Дадлі Дворак                                                |
| 1991      | ф  | Останній бойскаут                               | The Last Boyscout                                   | Майк Метьюз                                                             |
| 1991      | с  | Байки зі склепу                                 | Tales from the Crypt                                | Лу (Луїджи) Палома, 1 епізод                                            |
| 1991      | тф | Досконала данина                                | The Perfect Tribute                                 | Леймон                                                                  |
| 1991      | тф | Спочатку стріляй: Помста копа                   | Shoot First: A Cop's Vengeance                      | Шифтон                                                                  |
| 1991      | с  | Дейвіс рулить                                   | Davis Rules                                         | Майк, 2 епізоди                                                         |
| 1990      | тф | Флоккени                                        | The Flockens                                        | Філіп Флоккен                                                           |
| 1990      | ф  | Маленький Вегас                                 | Little Vegas                                        | Гарві                                                                   |
| 1990      | тф | Добраніч, кохана дружино: Убивство в Бостоні    | Goodnight Sweet Wife: A Murder in Boston            | О'Міра                                                                  |
| 1989      | тф | Знайдемо собі матусю!                           | Let's Get Mom                                       | Брюс                                                                    |
| 1989      | с  | Важкий м'яч                                     | Hardball                                            | Датч, 1 епізод                                                          |
| 1989      | в  |                                                 | The Easter Story                                    | голос                                                                   |
| 1989      | ф  | Замерзлий                                       | Out Cold                                            | Ерні                                                                    |
| 1989      | ф  | Три втікачі                                     | Three Fugitives                                     | Чарлі                                                                   |
| 1987      | с  | Історія злочину                                 | Crime Story                                         | Натан Гілл, 1 епізод                                                    |
| 1987      | ф  | Кінець рядка                                    | End of the Line                                     | Біллі Гені                                                              |
| 1987      | тф | Людина, яка впала на Землю                      | The Man Who Fell to Earth                           | Вернон Ґейґ                                                             |
| 1987      | тф | Остання невинна людина                          | The Last Innocent Man                               | Берт Метсон                                                             |
| 1987      | ф  | Секрет мого успіху                              | The Secret of My Success                            | W. Shaw                                                                 |
| 1982—1987 | с  | Американський театр                             | American Playhouse                                  | 3 епізоди: Ернест Гемінґвей, Едвард Філбрік, репортер Блейклі           |
| 1986      | ф  | Без пощади                                      | No Mercy                                            | лейтенант Голл                                                          |
| 1986      | ф  | Клуб «Рай»                                      | Club Paradise                                       | Дейв-пожежник                                                           |
| 1986      | тф | На схилі років                                  | As Summers Die                                      | Ві Ді Скіннер                                                           |
| 1986      | ф  | Дикі кішки                                      | Wildcats                                            | Ден Варвелл                                                             |
| 1985      | с  | Поліція Маямі                                   | Miami Vice                                          | Генк Велдон, 1 епізод                                                   |
| 1985      | ф  | У ночі                                          | Into the Night                                      | Чарлі                                                                   |
| 1983      | ф  | Сілквуд                                         | Silkwood                                            | Мейс Герлі                                                              |
| 1983      | ф  | Досить жорсткий                                 | Tough Enough                                        | Тонні Феллон                                                            |
| 1982      | ф  | Балада про Грегоріо Кортеса                     | The Ballad of Gregorio Cortez                       | репортер Блейклі                                                        |
| 1981      | ф  | Рука                                            | The Hand                                            | Браян Фергюсон                                                          |
| 1981      | тф | Кит для вбивства                                | A Whale for the Killing                             | Гленн                                                                   |
| 1980      | с  | Напів-жорсткий                                  | Semi-Tough                                          | Біллі Клайд Паккет, 4 епізоди                                           |
| 1979      | с  | Будинок братства «Дельта»                       | Delta House                                         | Деніел Симпсон Дей, 13 епізодів                                         |
| 1978      | ф  | Звіринець                                       | National Lampoon's Animal House                     | Деніел Симпсон Дей                                                      |
| 1978      | ф  | Кулак                                           | F.I.S.T                                             | Стрілець (немає в титрах)                                               |
| 1977      | ф  | Поводитися обережно                             | Handle with Care                                    | Блад (Blood)                                                            |